# São Vicente do Sul
São Vicente do Sul è un comune del Brasile nello Stato del Rio Grande do Sul, parte della mesoregione Centro Ocidental Rio-Grandense e della microregione di Santa Maria.